# Astacilla pustulata
Astacilla pustulata är en kräftdjursart som först beskrevs av Barnard 1920.  Astacilla pustulata ingår i släktet Astacilla och familjen Arcturidae. Inga underarter finns listade i Catalogue of Life.